# Simone Avondetto
Simone Avondetto (Moncalieri, 15 aprile 2000) è un mountain biker e triatleta italiano.

## Carriera
Attivo anche nel winter triathlon, nel 2019 si è laureato campione mondiale ed europeo di questa disciplina.
Nel 2022 ha conquistato la medaglia d'argento nella staffetta ai Mondiali di Les Gets, vincendo poi quella d'oro nella prova Under-23. Nel 2024 ha vinto il titolo europeo sia nella prova Elite, che nella staffetta a squadre.

## Palmarès

### Mountain bike
- 2017

Courmayeur MTB Event, 5ª prova Internazionali d'Italia Series, Cross country Junior (Courmayeur)
- 2018

Titano XCO, 2ª prova Internazionali d'Italia Series, Cross country Junior (San Marino)
MTB Alpago Trophy, 4ª prova Internazionali d'Italia Series, Cross country Junior (Chies d'Alpago)
Campionati italiani, Cross country Junior
- 2022

Verona MTB International, Cross country (Verona)
Campionati europei, Cross country Under-23
Campionati italiani, Cross country
Campionati del mondo, Cross country Under-23
- 2024

Marlene Südtirol Sunshine Race, Cross country (Nalles)
Campionati italiani, Cross country short track
Campionati europei, Cross country Elite
Campionati europei, Staffetta a squadre
- 2025

Verona MTB International, Cross country (Verona)
Courmayeur MTB Event, Cross country (Courmayeur)
MTB Alpago Trophy, 4ª prova Internazionali d'Italia Series, Cross country Elite (Chies d'Alpago)

## Piazzamenti

### Competizioni mondiali
- Campionati del mondo di mountain bike

Lenzerheide 2018 - Cross country Junior: 8º
Mont-Sainte-Anne 2019 - Staffetta a squadre: 4º
Mont-Sainte-Anne 2019 - Cross country Under-23: 12º
Leogang 2020 - Cross country Under-23: 4º
Val di Sole 2021 - Cross country Under-23: 7º
Les Gets 2022 - Staffetta a squadre: 2º
Les Gets 2022 - Cross country Under-23: vincitore
Pal Arinsal 2024 - Cross country Elite: 48º
Pal Arinsal 2024 - Cross country short track: 11º
- Giochi olimpici

Parigi 2024 - Cross country: 19º

### Competizioni europee
- Campionati europei di mountain bike

Darfo Boario Terme 2017 - Cross country Junior: 15º
Graz 2018 - Cross country Junior: 2º
Brno 2019 - Staffetta a squadre: 2º
Brno 2019 - Cross country Under-23: 6º
Monte Tamaro 2020 - Cross country Under-23: 33º
Novi Sad 2021 - Cross country Under-23: 9º
Anadia 2022 - Staffetta a squadre: 2º
Anadia 2022 - Cross country Under-23: vincitore
Cracovia 2023 - Cross country Elite: 49º
Cheile Grădiștei 2024 - Staffetta a squadre: vincitore
Cheile Grădiștei 2024 - Cross country Elite: vincitore
Melgaço 2025 - Cross country Elite: 22º
Melgaço 2025 - Cross country short track: 10º